# Gerhard Bremer
Gerhard Bremer (* 25. Juli 1917 in Düsterntal, Ortsteil von Delligsen, Landkreis Gandersheim; † 29. Oktober 1989 in Alicante, Spanien) war ein deutscher Offizier der Waffen-SS, Träger des Ritterkreuz des Eisernen Kreuzes und nach dem Zweiten Weltkrieg Bauunternehmer in Spanien. Er war im Zusammenhang mit der alliierten Invasion in der Normandie 1944 offenbar an Kriegsverbrechen beteiligt.

## Leben

### Vorkriegszeit
Bremer besuchte von 1927 bis 1933 das Gymnasium Alfeld und von Ostern 1933 bis Ostern 1936 die NPEA Plön, wo er 1936 sein Abitur ablegte. Am 1. Oktober 1936 wurde er als Freiwilliger Mitglied des III. Bataillons der SS-Standarte Germania in Wolterdingen (SS-Nummer 310.405). Am 10. Juni 1937 beantragte er die Aufnahme in die NSDAP und wurde rückwirkend zum 1. Mai desselben Jahres aufgenommen (Mitgliedsnummer 5.274.225). 1937 besuchte er die SS-Junkerschule in Bad Tölz und kam im Herbst 1938 als SS-Untersturmführer zur 10. Kompanie der Leibstandarte SS Adolf Hitler nach Berlin-Lichterfelde. Mit seiner Kompanie nahm er 1938 an der Besetzung des Sudetenlandes teil und fortan an sämtlichen Feldzügen bis zum Ende des Zweiten Weltkriegs.

### Zweiter Weltkrieg
Während des Überfalls auf Polen ab 1. September 1939 erhielt er als Ordonnanzoffizier bzw. Adjutant im Stab des III. Bataillons vor Warschau das Eiserne Kreuz II. Klasse und in Flandern im Jahre 1940 das Eiserne Kreuz I. Klasse.
Auch am Überfall auf Jugoslawien und Griechenland (1941) nahm Bremer teil und wurde anschließend zur Aufklärungs-Abteilung der Leibstandarte versetzt. Mit dem Überfall auf die Sowjetunion (22. Juni 1941) kam er in Südrussland zum Einsatz. Bei der Einnahme der von der Sowjetarmee stark verteidigten Stadt Mariupol am Ufer des Asowschen Meers, wurde er als SS-Obersturmführer und Führer der 1. (Kradschützen-)Kompanie am 30. Oktober 1941 mit dem Ritterkreuz des Eisernen Kreuzes ausgezeichnet.
Bis April 1943 führte Bremer die Kradschützen-Kompanie, wurde dann zum SS-Hauptsturmführer befördert und übernahm ab Juni 1943 die Führung des III. Bataillons des SS-Panzergrenadier-Regiments 26 der 12. SS-Panzer-Division „Hitlerjugend“.
Mit Datum vom April 1944 wurde er zum Kommandeur der SS-Panzer-Aufklärungs-Abteilung 12 in Belgien ernannt und damit Nachfolger von Erich Olboeter. Im Zuge der alliierten Invasion (Juni 1944) im Raum Caen übernahm er den Flankenschutz auf der linken Seite der Division. Dort leistete er den gegnerischen Truppen fanatischen Widerstand. Berichten zufolge war Bremer in diesem Zusammenhang an Kriegsverbrechen beteiligt, namentlich an der Exekution kanadischer Kriegsgefangener bei Putot-en-Bessin. Anschließend brach er mit den Resten seiner Abteilung aus dem Kessel von Falaise aus und folgte dem allgemeinen Rückzug der Wehrmacht hinter die Seine zur Maas. Dort baute er im Raum Namur eine Auffangstellung auf, wodurch er einen breiten Abschnitt des Rückzugsstreifens der 5. Panzer-Armee gegen amerikanische Truppen des Generals George S. Patton halten konnte. Hierfür erhielt Bremer das 668. Eichenlaub zum Ritterkreuz.
Nach der Wiederauffrischung der Abteilung in Westfalen nahm Bremer im Winter 1944/1945 an der Ardennenoffensive teil und kam – nach deren Scheitern – ab Februar 1945 in Ungarn zum Einsatz. Bei Kriegsende befand er sich mit den Resten seiner Einheit im Raum St. Pölten und ergab sich den sowjetischen Streitkräften.

### Nachkriegszeit
In französische Kriegsgefangenschaft überstellt, wurde er im Juli 1948 entlassen und wanderte 1954 mit seiner Ehefrau Almut nach Denia, Spanien aus. Er errichtete dort als Bauunternehmer und Immobilienverwalter eine Bungalow-Siedlung, die nach seinem Tod von seinem Sohn Gerd und dessen Ehefrau weitergeführt wurde. In dieser Siedlung lassen sich hauptsächlich Deutsche nieder (als Ferien- oder als Dauerwohnsitz). Die Stadt selbst war zu diesem Zeitpunkt Anlaufstelle vieler hoher SS-Offiziere und Kriegsverbrecher. So lebten hier zeitweise Otto Skorzeny, Johannes Bernhardt (NSDAP-AO), Anton Galler, Otto Ernst Remer sowie der lange Zeit gesuchte SS-Arzt Aribert Heim.
Gerhard Bremer starb am 29. Oktober 1989 im Alter von 72 Jahren in Alicante, Spanien. Er wurde in Denia begraben.